# Pseudozoogonoides microacetabulum
Pseudozoogonoides microacetabulum är en plattmaskart. Pseudozoogonoides microacetabulum ingår i släktet Pseudozoogonoides och familjen Allocreadiidae. Inga underarter finns listade i Catalogue of Life.